# プロジェクトX〜挑戦者たち〜の放送一覧
プロジェクトX〜挑戦者たち〜の放送一覧（プロジェクトエックス〜ちょうせんしゃたち〜のほうそういちらん）では、NHK総合テレビジョンで放映された番組『プロジェクトX〜挑戦者たち〜』の全作品（全187本+特集3本の合計190本）および、2024年より放映中の『新プロジェクトX〜挑戦者たち〜』の全作品のタイトルを一覧する（放送日は旧版が本放送時2000年3月28日から2005年12月28日のもので、「特選‐」を含むアンコール放送分は除く。新版は2024年3月28日から）。

## 2000年
備考欄の✩は新版放送時にアンコール放送されたもの
| 回数 | 放送日   | サブタイトル                                                     | プロジェクト                                                | 企業・団体                                                                | 備考  |
| ---- | -------- | ---------------------------------------------------------------- | ----------------------------------------------------------- | ------------------------------------------------------------------------- | ----- |
| 001  | 03月28日 | 巨大台風から日本を守れ ～富士山頂・男たちは命をかけた～          | 富士山レーダー                                              | 三菱電機                                                                  | -     |
| 002  | 04月04日 | 窓際族が世界規格を作った ～VHS・執念の逆転劇～                   | VHSビデオテープレコーダー                                   | 日本ビクター                                                              | ✩     |
| 003  | 04月11日 | 友の死を越えて ～青函トンネル・24年の大工事～                    | 青函トンネル                                                | 日本鉄道建設公団 （現・鉄道・運輸機構）                                   | -     |
| 004  | 04月18日 | ガンを探し出せ ～完全国産・胃カメラ開発～                        | 胃カメラ                                                    | オリンパス                                                                | -     |
| 005  | 04月25日 | 世界を驚かせた一台の車 ～名社長と闘った若手社員たち～            | CVCCエンジン                                                | 本田技研工業                                                              | -     |
| 006  | 05月02日 | 妻へ贈ったダイニングキッチン ～勝負は一坪・住宅革命の秘密～      | 公団住宅                                                    | 日本住宅公団 （現・都市再生機構）                                         | -     |
| 007  | 05月09日 | 執念が生んだ新幹線 ～老友90歳・飛行機が姿を変えた～              | 東海道新幹線                                                | 日本国有鉄道 （現・JRグループ） 鉄道技術研究所 （現・鉄道総合技術研究所） | -     |
| 008  | 05月16日 | カール・ルイスの魔法の靴 ～超軽量シューズ・若手社員の闘い～      | 超軽量シューズ                                              | ミズノ                                                                    | -     |
| 009  | 05月23日 | 海底ロマン! 深海6500mへの挑戦 ～潜水調査船・世界記録までの25年～ | しんかい6500                                                | 三菱重工業                                                                | -     |
| 010  | 05月30日 | 全島一万人 史上最大の脱出作戦 ～三原山噴火・13時間のドラマ～     | 三原山大噴火                                                | 大島町                                                                    | -     |
| 011  | 06月06日 | 美空ひばり 復活コンサート ～伝説の東京ドーム・舞台裏の300人～    | 美空ひばり不死鳥コンサート                                  | -                                                                         | -     |
| 012  | 06月13日 | 裕弥ちゃん1歳 輝け命 ～日本初・親から子への肝臓移植～            | 親から子への生体肝移植                                      | 島根医科大学 （現・島根大学医学部）                                       | [ 1 ] |
| 013  | 06月20日 | パンダが日本にやってきた ～カンカン重病・知られざる11日間～      | ジャイアントパンダ飼育                                      | 上野動物園                                                                | -     |
| 014  | 06月27日 | 厳冬 黒四ダムに挑む ～断崖絶壁の輸送作戦～                       | 黒四ダムの資材輸送作戦                                      | 間組(呼称はハザマ) （現・安藤ハザマ）                                     | ✩     |
| 015  | 07月04日 | 海のかなたの甲子園 ～熱血教師たち・沖縄野球 涙の初勝利～         | 沖縄初の高校野球全国大会出場                                | 首里高校                                                                  | -     |
| 016  | 07月11日 | 翼はよみがえった（前編） ～YS-11・日本初の国産旅客機～           | YS-11                                                       | 日本航空機製造                                                            | [ 2 ] |
| 017  | 07月18日 | 翼はよみがえった（後編） ～YS-11・運命の初飛行～                 | YS-11                                                       | 日本航空機製造                                                            | [ 2 ] |
| 018  | 07月25日 | 国境を越えた救出劇 ～大やけどのコンスタンチン君・命のリレー～    | ソビエト連邦のコンスタンチン君火傷治療                      | 第一管区海上保安本部 札幌医科大学                                         | -     |
| 019  | 08月22日 | 宇宙ロマンすばる ～140億光年 世界一の望遠鏡～                    | 大型光学望遠鏡「すばる」                                    | 三菱電機                                                                  | -     |
| 020  | 08月29日 | 誕生！人の目を持つ夢のカメラ ～オートフォーカス 14年目の逆転～   | オートフォーカスカメラ                                      | 小西六写真工業 （放送当時はコニカ、 現:コニカミノルタ）                   | -     |
| 021  | 09月05日 | 東京タワー 恋人たちの戦い ～世界一のテレビ塔建設333mの難工事～   | 東京タワー建設                                              | -                                                                         | -     |
| 022  | 09月12日 | 海底3000メートルの大捜索 ～HIIロケットエンジンを探し出せ～       | ロケットエンジン残骸の海底捜査                              | 海洋科学技術センター （現・海洋研究開発機構）                             | -     |
| 023  | 10月03日 | 悪から金を取り戻せ ～豊田商事事件・中坊公平チームの闘い～        | 豊田商事事件                                                | 中坊公平弁護士チーム                                                      | 前編  |
| 024  | 10月10日 | 史上最大の回収作戦 ～豊田商事事件・中坊公平チームの闘い～        | 豊田商事事件                                                | 中坊公平弁護士チーム                                                      | 後編  |
| 025  | 10月17日 | 幻の金堂 ゼロからの挑戦 ～薬師寺・鬼の名工と若武者たち～         | 薬師寺金堂再建                                              | -                                                                         | -     |
| 026  | 10月24日 | うまいコメが食べたい ～コシヒカリ ブランド米の伝説～             | コシヒカリ                                                  | 新潟県長岡農業試験場                                                      | -     |
| 027  | 10月31日 | 日米逆転！ ～コンビニエンスストアーを作った素人たち～            | セブン-イレブンの日本展開                                   | イトーヨーカ堂 ヨークセブン （現・セブン-イレブン・ジャパン）             | -     |
| 028  | 11月07日 | ロータリー47士の戦い ～夢のエンジン・廃墟からの誕生～            | ロータリーエンジン                                          | マツダ                                                                    | 前編  |
| 029  | 11月14日 | ル・マンを制覇せよ ～ロータリーエンジン・奇跡の逆転劇～          | ロータリーエンジン                                          | マツダ マツダスピード                                                     | 後編  |
| 030  | 11月21日 | ツッパリ生徒と泣き虫先生 ～伏見工業ラグビー部・日本一への挑戦～  | 伏見工業高校 高校ラグビー優勝                               | 伏見工業高校                                                              | -     |
| 031  | 11月28日 | よみがえれ、日本海 ～ナホトカ号 重油流出・30万人の奇跡～         | ナホトカ号重油流出事故による 流出重油のボランティア回収作業 | 三国町 （現・坂井市） 重油災害ボランティアセンター                        | -     |
| 032  | 12月05日 | 伝説の深き森を守れ ～世界遺産・屋久杉の島～                      | 屋久杉森林の保護                                            | 屋久島町                                                                  | -     |
| 033  | 12月12日 | 町工場、世界へ翔ぶ ～トランジスタラジオ・営業マンたちの闘い～    | トランジスタラジオ                                          | ソニー                                                                    | -     |
| 034  | 12月19日 | 女たちの10年戦争 ～「男女雇用機会均等法」誕生～                  | 男女雇用機会均等法                                          | 労働省 （現・厚生労働省）                                                 | -     |

## 2001年
| 回数  | 放送日   | サブタイトル                                                         | プロジェクト                        | 企業・団体                                        | 備考        |
| ----- | -------- | -------------------------------------------------------------------- | ----------------------------------- | ------------------------------------------------- | ----------- |
| 035   | 01月09日 | エベレストへ 熱き1400日 ～日本女子登山隊の闘い～                     | 日本の女子登山家のエベレスト登頂    | 日本女子登山隊                                    | -           |
| 036   | 01月16日 | 奇跡の心臓手術に挑む ～天才外科医の秘めた決意～                      | バチスタ手術（左室形成術）          | 湘南鎌倉総合病院 須磨久善                         | -           |
| 037   | 01月23日 | ゴジラ誕生 ～特撮に賭けた80人の若者たち～                            | 映画『ゴジラ』                      | 東宝                                              | -           |
| 038   | 01月30日 | 女子ソフト銀メダル 知られざる日々 ～不屈の闘い・リストラからの再起～ | シドニー五輪女子ソフトボール        | ソフトボール女子日本代表                          | -           |
| 039   | 02月06日 | 不屈のドラマ 瀬戸大橋 ～世紀の難工事に挑む～                         | 瀬戸大橋建設                        | 本州四国連絡橋公団 （現・本州四国連絡高速道路）   | -           |
| 040   | 02月13日 | 運命の船『宗谷』発進 ～南極観測・日本人が結集した880日～             | 南極観測                            | 南極地域観測隊                                    | 前編        |
| 041   | 02月20日 | 極寒 南極越冬隊の奇跡 ～南極観測・11人の男たち～                     | 南極観測                            | 南極地域観測隊                                    | 後編        |
| 042   | 02月27日 | 倒産からの大逆転劇 電気釜 ～町工場一家の総力戦～                     | 電気釜                              | 東芝 光伸社                                       | -           |
| 043   | 03月06日 | えりも岬に春を呼べ ～砂漠を森に・北の家族の半世紀～                  | 襟裳岬の植林活動                    | -                                                 | -           |
| 044   | 03月13日 | 戦場にかける橋 ～カンボジア・技術者と兵士の闘い～                    | 日本・カンボジア友好橋（en）        | 大林組                                            | 前編        |
| 045   | 03月20日 | 嵐の海上輸送作戦 ～戦場にかけろ 日本橋～                             | 日本・カンボジア友好橋（en）        | 大林組                                            | 後編        |
| 046   | 04月03日 | 大地の子、日本へ ～中国残留孤児・35年目の再会劇～                    | 中国残留日本人孤児の肉親調査        | 日中友好手をつなぐ会                              | 前編        |
| 047   | 04月10日 | 大地の子、祖国に立つ ～中国残留孤児・葛藤する家族～                  | 中国残留日本人孤児の肉親調査        | 日中友好手をつなぐ会                              | 後編        |
| 048   | 04月17日 | 液晶・執念の対決 ～瀬戸際のリーダー・大勝負～                        | 液晶ディスプレイ                    | シャープ                                          |             |
| 049   | 04月24日 | 耳を澄ませ 赤ちゃんの声 ～伝説のパルモア病院誕生～                   | 新生児医療                          | パルモア病院                                      |             |
| 050   | 05月01日 | 史上最大の集金作戦 広島カープ ～市民とナインの熱い日々～             | 広島カープ球団創設・存続運動        | 広島カープ (現・広島東洋カープ)                   |             |
| 051   | 05月08日 | 日本初のマイカー てんとう虫 町を行く ～家族たちの自動車革命～        | スバル360                           | 富士重工業 （現・SUBARU）                         |             |
| 052   | 05月15日 | 霞が関ビル 超高層への果てしなき戦い ～地震列島日本の革命技術～       | 霞が関ビル                          | 鹿島建設                                          |             |
| 053   | 05月22日 | 炎上 男たちは飛び込んだ ～ホテルニュージャパン・ 伝説の消防士たち～  | ホテルニュージャパン火災            | 東京消防庁麹町消防署 永田町出張所特別救助隊       | ☆           |
| 054   | 05月29日 | 腕と度胸のトラック便 ～翌日宅配・物流革命が始まった～                | 宅急便                              | ヤマト運輸                                        |             |
| 055   | 06月05日 | 激闘 男たちのH-IIロケット ～純国産・屈辱からの復活戦～               | H-IIロケット開発                    | 宇宙開発事業団 （現・宇宙航空研究開発機構）       | 前編        |
| 056   | 06月12日 | 男たちのH-IIロケット 天空へ                                          | H-IIロケット開発                    | 宇宙開発事業団 （現・宇宙航空研究開発機構）       | 後編        |
| 057   | 06月19日 | 父と息子 執念燃ゆ 大辞典 ～30年・空前の言葉探し～                    | 広辞苑                              | 岩波書店                                          |             |
| 058   | 06月26日 | 通勤ラッシュを退治せよ ～世界初・自動改札機誕生～                    | 自動改札機                          | 立石電機 (現・オムロン)                           |             |
| 059   | 07月03日 | 兄弟10人 海の革命劇 ～魚群探知機・ドンビリ船の奇跡～                 | 魚群探知機                          | 古野電気                                          |             |
| 060   | 07月10日 | 白神山地 マタギの森の総力戦                                          | 青秋林道建設中止運動                | 白神山地のブナ原生林を守る会                      | [ 4 ]       |
| 061   | 07月17日 | 炎のアラビア 一発必中 油をあてろ                                     | アラビア海油田開発                  | アラビア石油                                      | 前編        |
| 062   | 07月24日 | 起死回生 アラビアの友よ ～巨大油田に挑んだ技術者たち～               | アラビア海油田開発                  | アラビア石油                                      | 後編        |
| 特集1 | 08月26日 | リーダーたちの言葉 第1部 逆境に挑む 第2部 魂を揺さぶる生き方         | -                                   | -                                                 | [ 5 ] [ 6 ] |
| 063   | 08月28日 | 鉄の男たち 逆境からの日本一 ～伝説の釜石ラグビー部～                 | 新日鉄釜石ラグビー部 日本選手権優勝 | 新日本製鐵(現・新日鐵住金)釜石製鐵所              |             |
| 064   | 09月04日 | 逆転 田舎工場 世界を制す ～クオーツ・革命の腕時計～                  | クォーツ式腕時計（アストロン）      | 諏訪精工舎 （現：セイコーエプソン）               |             |
| 065   | 09月11日 | 白鷺舞え 空前の解体工事 ～姫路城・定年前の大仕事～                   | 姫路城昭和の大修理                  | 鹿島建設ほか                                      | [ 7 ]       |
| 066   | 09月18日 | 絶体絶命 650人決死の脱出劇 ～土石流と闘った8時間～                   | 「鹿児島8・6大水害」からの救出作業  | 鹿児島県警察 九州旅客鉄道                         |             |
| 067   | 09月25日 | 巨大モグラ ドーバーを掘れ 〜地下一筋・男たちは国境を越えた〜         | ドーバー海峡トンネル掘削            | 川崎重工業                                        | [ 8 ]       |
| 068   | 10月02日 | リヒテルが愛した執念のピアノ                                         | グランドピアノ開発                  | 日本楽器 (現・ヤマハ)                             | [ 9 ]       |
| 069   | 10月09日 | レーザー・光のメスで命を救え                                         | レーザーメス                        | 持田製薬ME (現・持田シーメンスメディカルシステム) |             |
| 070   | 10月16日 | 魔法のラーメン 82億食の奇跡 〜カップめん・どん底からの逆転劇〜       | カップヌードル                      | 日清食品                                          |             |
| 071   | 10月30日 | 謎のマスク 3億円犯人を追え 〜鑑識課指紋係・執念の大捜査〜            | 有楽町三億円事件                    | 警視庁                                            |             |
| 072   | 11月06日 | 通天閣 熱き7人 〜商店主と塔博士の挑戦〜                              | 二代目通天閣建設                    | 通天閣観光                                        |             |
| 073   | 11月13日 | 8ミリの悪魔 VS 特命班 〜最強の害虫・野菜が危ない〜                   | ウリミバエ駆除                      | 沖縄県農業試験場                                  |             |
| 074   | 11月20日 | アンコールワットに誓う師弟の絆                                       | アンコールワット修復                | アンコール遺跡国際調査団                          |             |

## 2002年
| 回数  | 放送日   | サブタイトル                                                     | プロジェクト                      | 企業・団体                        | 備考  |
| ----- | -------- | ---------------------------------------------------------------- | --------------------------------- | --------------------------------- | ----- |
| 075   | 01月08日 | あさま山荘 衝撃の鉄球作戦                                        | あさま山荘事件                    | 長野県警                          | [ 5 ] |
| 076   | 01月15日 | 王が眠る 神秘の遺跡 〜父と息子・執念の吉野ヶ里〜                 | 吉野ヶ里遺跡発掘                  | 佐賀県                            |       |
| 077   | 01月22日 | 医師たちは走った 〜医療革命 集団検診〜                           | 過疎村の集団検診                  | 八千穂村 （現・佐久穂町）         |       |
| 078   | 02月05日 | 炎を見ろ 赤き城の伝説 〜首里城・執念の親子瓦〜                   | 首里城再建                        | 奥原製陶                          |       |
| 079   | 02月12日 | ゆけ チャンピイ 奇跡の犬 〜日本初の盲導犬・愛の物語〜            | 日本初の盲導犬育成                | 日本盲導犬学校                    |       |
| 080   | 02月19日 | 突風平野 風車よ闘え! 〜執念がエネルギーを生んだ〜                | 風力発電開発 （立川町の風力発電） | 山形県立川町 （現・庄内町）       |       |
| 081   | 02月26日 | 決断 命の一滴 〜白血病・日本初の骨髄バンク〜                     | 骨髄バンク                        | 日本骨髄バンク                    | ☆     |
| 082   | 04月02日 | 決戦 人類最大の敵 〜日本人リーダー 天然痘と闘う〜                | 天然痘の根絶                      | 世界保健機関                      |       |
| 083   | 04月09日 | 国産コンピューター ゼロからの大逆転 〜日本技術界 伝説のドラマ〜  | 大型コンピュータ「FACOM M-190」   | 富士通                            |       |
| 084   | 04月16日 | 運命のZ計画 〜世界一売れたスポーツカー伝説〜                     | フェアレディZ                     | 日産自動車                        |       |
| 085   | 04月23日 | わが友へ 病床からのキックオフ 〜Jリーグ誕生 知られざるドラマ〜   | Jリーグ創設                       | 日本サッカー協会 鹿島アントラーズ |       |
| 086   | 05月07日 | 制覇せよ 世界最高峰レース 〜マン島・オートバイにかけた若者たち〜 | マン島TTレース                    | 本田技研工業                      |       |
| 087   | 05月14日 | 東京ドーム 奇跡のエアー作戦                                      | エアドーム                        | 太陽工業                          |       |
| 088   | 05月22日 | 命の水 暴れ川を制圧せよ 〜日本最大 愛知用水・13年のドラマ〜      | 愛知用水                          | 愛知用水公団                      |       |
| 089   | 06月11日 | 桜ロード 巨木輸送作戦                                            | 荘川桜の移植作戦                  | 電源開発                          |       |
| 090   | 07月02日 | 男たちの復活戦 デジタルカメラに賭ける                            | デジタルカメラ開発                | カシオ計算機                      |       |
| 091   | 07月09日 | 幸せの鳥トキ 執念の誕生                                          | トキの人工繁殖                    | 佐渡トキ保護センター              |       |
| 092   | 07月16日 | 家電元年 最強営業マン立つ 〜勝負は洗濯機〜                       | 噴流式洗濯機                      | 三洋電機                          |       |
| 093   | 07月23日 | 救命救急 ER誕生 〜日本初 衝撃の最前線〜                          | 救急医療                          | 大阪大学医学部                    |       |
| 特集2 | 08月20日 | プロジェクトXの旅 〜日本人 魂の地へ〜 第1部 北へ・第2部 西へ     | -                                 | -                                 | [ 5 ] |
| 094   | 08月27日 | 料理人たち 炎の東京オリンピック                                  | オリンピック選手村食堂料理人      | 東京オリンピック選手村食堂        |       |
| 095   | 09月03日 | 運命の最終テスト 〜ワープロ・日本語に挑んだ若者たち〜            | 日本語ワードプロセッサー          | 東芝                              |       |
| 096   | 09月10日 | 赤いメロン 北の大地の20年戦争                                    | 夕張メロン                        | 夕張市                            |       |
| 097   | 09月17日 | 革命トイレ、市場を制す                                           | ウォシュレット                    | 東陶機器 （現・TOTO）             | ☆     |
| 098   | 10月08日 | 勝負の警備システム 作動せよ                                      | 警備システム                      | セコム                            |       |
| 099   | 10月15日 | 運命のゴビ砂漠 〜人生を変えた三百万本のポプラ〜                  | ゴビ砂漠のポプラ植林              | 日本沙漠緑化実践協会              |       |
| 100   | 10月22日 | カーナビ 迷宮を走破せよ                                          | カーナビゲーションシステム        | パイオニア                        |       |
| 101   | 11月05日 | 突破せよ 最強特許網 新コピー機誕生                               | 完全国産の複写機                  | キヤノン                          |       |
| 102   | 11月12日 | 金閣再建 黄金天井に挑む                                          | 鹿苑寺金閣舎利殿の再建            | -                                 |       |
| 103   | 11月19日 | 魔の山大遭難 決死の救出劇                                        | 剱岳豪雪遭難からの救助劇          | 富山県警察山岳警備隊              |       |

## 2003年
| 回数 | 放送日   | サブタイトル                                | プロジェクト                         | 企業・団体                                                  | 備考 |
| ---- | -------- | ------------------------------------------- | ------------------------------------ | ----------------------------------------------------------- | ---- |
| 104  | 01月07日 | 世界最大の船 火花散る闘い                   | タンカー「出光丸」                   | 石川島播磨重工業 （現・IHI）                                |      |
| 105  | 01月14日 | 衝撃のペルー 男たちは生き抜いた             | ペルー日本大使館人質事件             | -                                                           |      |
| 106  | 01月21日 | 爆発の嵐 スエズ運河を掘れ                   | スエズ運河拡張                       | 水野組 （現・五洋建設）                                     |      |
| 107  | 01月28日 | 執念のテレビ 技術者魂30年の闘い             | 電子式テレビ開発                     | 浜松高等工業学校 テレビジョン同好会                         |      |
| 108  | 02月18日 | 太平洋1万キロ 決死の海底ケーブル            | 国際電話                             | 国際電信電話 （現・KDDI）                                   |      |
| 109  | 04月01日 | 海賊襲撃 マラッカ海峡の闘い                 | アロンドラ・レインボー号事件         | 海上保安庁                                                  |      |
| 110  | 04月08日 | 地図のない国 執念の測量1500日               | ギニアの国土基本図作成               | ギニア地図作成調査団                                        |      |
| 111  | 04月15日 | 家電革命 トロンの衝撃                       | 組み込みオペレーティングシステム     | TRONプロジェクト                                            |      |
| 112  | 05月06日 | ハレー彗星に突入せよ ～76年に一度の大勝負～ | ハレー彗星探査機「さきがけ」         | 宇宙科学研究所                                              |      |
| 113  | 05月13日 | チェルノブイリの傷 奇跡のメス               | 原発事故の被災者治療                 | 菅谷昭                                                      |      |
| 114  | 05月20日 | 嵐の海のSOS 運命の舵を切れ                  | 貨物船尾道丸遭難事件                 | 第一中央汽船                                                |      |
| 115  | 05月27日 | 衝撃のカミオカンデ 地下1000メートルの闘い   | ニュートリノ観測技術                 | 東京大学                                                    |      |
| 116  | 06月03日 | プラズマテレビ 愛の文字から始まった         | プラズマテレビ                       | 富士通                                                      |      |
| 117  | 06月10日 | 炎の突撃作戦 〜鉄鋼マン大震災と闘う〜       | 阪神・淡路大震災で被災した工場の復旧 | 神戸製鋼                                                    |      |
| 118  | 06月17日 | 釧路湿原 カムイの鳥 舞え                    | 釧路湿原の保護                       | 釧路自然保護協会                                            |      |
| 119  | 07月01日 | 醤油 アメリカ市場を開拓せよ                 | 醤油のアメリカ進出                   | キッコーマン                                                |      |
| 120  | 07月08日 | 駅伝日本一 運命のタスキをつなげ             | 第33回全国高校駅伝優勝               | 西脇工業高校                                                |      |
| 121  | 07月15日 | 日本初のハイウエー 勝負は天王山             | 名神高速道路                         | 日本道路公団                                                |      |
| 122  | 07月22日 | 復活の日 ロボット犬にかける                 | エンタテインメントロボット「AIBO」   | ソニー                                                      |      |
| 123  | 09月02日 | 桂離宮 職人魂ここにあり 〜空前の修復作戦〜  | 桂離宮修復                           | 大林組                                                      |      |
| 124  | 09月16日 | 運命の滑走 〜日本初 人力飛行機に挑む〜      | 日本人初の人力飛行機                 | 日本大学                                                    |      |
| 125  | 09月30日 | 霧の岬 命の診療所                           | 僻地医療                             | 釧路赤十字病院                                              |      |
| 126  | 10月07日 | 食洗機 100万台への死闘 〜赤字部署の40年〜   | 食器洗い機                           | 松下電器産業 （現・パナソニック）                           |      |
| 127  | 10月14日 | 第九への果てなき道 〜貧乏楽団の逆転劇〜     | 群馬交響楽団草創期                   | 群馬交響楽団                                                |      |
| 128  | 10月28日 | 大阪万博 史上最大の警備作戦                 | 大阪万博の会場警備                   | 日本万国博覧会協会                                          |      |
| 129  | 11月04日 | 悲願のリンゴ 伝説の職人津軽に立つ           | リンゴの新品種「ふじ」               | 農林省園芸試験所東北支場 (現・農研機構東北農業研究センター) |      |
| 130  | 11月11日 | 幻の絵巻復元 ニューヨークの激闘             | 北野天神縁起絵巻修復                 | メトロポリタン美術館                                        |      |
| 131  | 11月18日 | 湯布院 癒しの里の百年戦争                   | 温泉観光地の整備                     | 湯布院町                                                    |      |

## 2004年
| 回数  | 放送日   | サブタイトル                                            | プロジェクト                         | 企業・団体                                           | 備考  |
| ----- | -------- | ------------------------------------------------------- | ------------------------------------ | ---------------------------------------------------- | ----- |
| 132   | 01月06日 | 南極 未踏の大地へ ～日本人が燃えた880日～               | 南極観測                             | 南極越冬隊                                           | [ 5 ] |
| 133   | 01月13日 | 100万ボルト送電線 決死の空中戦に挑む                    | 三国峠越えの送電線                   | 関電工                                               |       |
| 134   | 01月20日 | 日米ブルドーザー対決                                    | ブルドーザーのアメリカ進出           | 小松製作所                                           |       |
| 135   | 01月27日 | 撃墜予告 テヘラン発最終フライトに急げ                   | イラン・イラク戦争での邦人脱出劇     | 在イラン日本国大使館 トルコ航空                      |       |
| 136   | 02月03日 | 海の革命エンジン 嵐の出漁                               | 船外機                               | ヤマハ発動機                                         |       |
| 137   | 02月17日 | われら茨の道を行く 〜国産乗用車・攻防戦〜               | トヨペットクラウン開発               | トヨタ自動車                                         |       |
| 138   | 02月24日 | 命のリレー 出動せよ救急救命士                           | 救急救命士                           | 東京消防庁                                           |       |
| 139   | 03月30日 | 悲劇のルワンダ 希望の義足                               | ルワンダでの義足開発                 | ムリンディ・ジャパン・ワンラブ・プロジェクト         |       |
| 140   | 04月06日 | 100万座席への苦闘 〜みどりの窓口・世界初 鉄道システム〜 | マルスシステム開発                   | 日立製作所 日本国有鉄道                              |       |
| 141   | 04月13日 | 不屈の町工場 走れ魂のバイク                             | 鈴鹿8時間耐久レース                  | ヨシムラパーツオブジャパン （現：ヨシムラジャパン）  |       |
| 142   | 04月20日 | 毛利飛行士 衝撃の危機脱出 〜技術者たちの総力戦〜        | スペースシャトル「エンデバー」       | 石川島播磨重工業 （現：IHI）                         |       |
| 143   | 05月11日 | 創意は無限なり 〜超音波診断機エコー〜                   | 超音波エコー診断装置                 | 日本無線                                             |       |
| 144   | 05月18日 | 南大門仁王像 大修理 〜運慶に挑んだ30人〜                | 東大寺南大門金剛力士像大修理         | 美術院国宝修理所                                     |       |
| 145   | 06月01日 | 地上240m 世界最速エレベーターに挑む                     | サンシャイン60ビルの高速エレベーター | 三菱電機                                             |       |
| 146   | 06月08日 | 宿命の最強決戦 〜柔道金メダル・師弟の絆〜               | モントリオール五輪 柔道金メダル      | 柔道日本代表                                         |       |
| 147   | 06月15日 | 列車炎上 救出せよ北陸トンネル火災                       | 北陸トンネル火災                     | 敦賀美方消防組合消防本部                             |       |
| 148   | 06月29日 | 新羽田空港 底なし沼に建設せよ                           | 羽田空港拡張                         | 運輸省 （現：国土交通省）                            |       |
| 149   | 07月06日 | さぬきうどん 至高のうまさとは                           | さぬきの夢2000                       | 香川県農業試験場                                     |       |
| 150   | 07月13日 | 中央突破・疾走せよ不屈の雑草馬                          | メイセイオペラ                       | 岩手競馬                                             |       |
| 特集3 | 07月27日 | 新・リーダーたちの言葉                                  | -                                    | -                                                    | 前編  |
| 特集3 | 08月03日 | 新・リーダーたちの言葉                                  | -                                    | -                                                    | 後編  |
| 151   | 09月07日 | ラストファイト 名車よ永遠なれ                           | スカイラインGT（S54A-I型）およびR380 | プリンス自動車 （現：日産自動車）                    |       |
| 152   | 09月14日 | 革命ビデオカメラ・至難の小型化総力戦                    | CCDビデオカメラ                      | ソニー                                               |       |
| 153   | 09月21日 | 中尊寺金色堂大修理 〜平安の謎に挑む〜                   | 中尊寺金色堂修復                     | 文部省 （現：文部科学省）                            |       |
| 154   | 10月05日 | 地上最強のマシーン F1への激闘                           | ホンダF1初優勝                       | ホンダレーシング                                     |       |
| 155   | 10月12日 | 列島踏破30万人 執念の住宅地図                           | 住宅地図                             | ゼンリン                                             |       |
| 156   | 10月19日 | 瞬間冷凍 時間よ止まれ 〜冷凍食品誕生〜                  | 冷凍食品                             | ニチレイ                                             |       |
| 157   | 10月26日 | アジアハイウェー ジャングルの死闘                       | アジアハイウェイ                     | 前田建設工業                                         |       |
| 158   | 11月09日 | 日本技術陣 1億の地雷に挑む                              | 地雷探知機                           | ジオ・サーチ                                         |       |
| 159   | 11月23日 | 横浜ベイブリッジ 港町の復活に懸ける                     | 横浜ベイブリッジ                     | 横浜市 首都高速道路公団 （現：首都高速道路株式会社） |       |
| 160   | 11月30日 | 衝撃のケネディ暗殺 日米衛星中継                         | 日米衛星中継                         | 国際電信電話 （現：KDDI）                            |       |

## 2005年
| 回数 | 放送日   | サブタイトル                                          | プロジェクト             | 企業・団体                                    | 備考   |
| ---- | -------- | ----------------------------------------------------- | ------------------------ | --------------------------------------------- | ------ |
| 161  | 01月11日 | 鉄道分断 突貫作戦 ～奇跡の74日間～                    | JR神戸線六甲道駅復旧     | 奥村組                                        | [ 10 ] |
| 162  | 01月18日 | 魔法の糸に懸ける 〜瀬戸際からのファッション革命〜     | 極細繊維・人工皮革開発   | 東レ                                          |        |
| 163  | 02月01日 | 町工場 復活のヘリコプター                             | ラジコンヘリコプター     | ヒロボー                                      |        |
| 164  | 02月08日 | 地下鉄サリン 救急医療チーム 最後の決断                | サリンの解毒治療         | 聖路加国際病院                                |        |
| 165  | 02月15日 | そして街中に音楽が飛び出した 〜逆転のカセットテープ〜 | カセットテープ           | TDK                                           |        |
| 166  | 02月22日 | 激走せよパリダカ ～日の丸トラックVSモンスター～       | パリ・ダカールラリー     | 日野自動車                                    |        |
| 167  | 03月29日 | 千年の秘技・たたら製鉄 復活への炎                     | たたら製鉄復活           | 日立金属 日本美術刀剣保存協会                 |        |
| 168  | 04月05日 | 首都高速 東京五輪への空中作戦                         | 首都高速道路建設         | 首都高速道路公団 （現：首都高速道路株式会社） |        |
| 169  | 04月12日 | ブランドミシン誕生 流転の技術者立つ                   | 自動糸切りミシン         | JUKI                                          |        |
| 170  | 04月19日 | 焼け跡の家族工場 世界へ                               | 世界初の自動孔版印刷機   | 理想科学工業                                  |        |
| 171  | 05月10日 | ファイト! 町工場に捧げる日本一の歌                    | 淀川工業高校 合唱日本一  | 淀川工業高校グリークラブ                      | [ 4 ]  |
| 172  | 05月17日 | 東洋一の巨大ホテル 不夜城作戦に挑む                   | ホテルニューオータニ建設 | 大成建設                                      |        |
| 173  | 05月24日 | 命の離島へ・母たちの果てなき戦い                      | 公衆衛生看護婦           | 沖縄県                                        | ✩      |
| 174  | 06月14日 | 名古屋城再建 金のシャチホコに託す                     | 名古屋城再建             | ハザマ （現・安藤ハザマ）                     |        |
| 175  | 06月21日 | 炎なき台所革命 〜IHに懸けた30年〜                     | IHクッキングヒーター     | 松下電器産業                                  |        |
| 176  | 07月05日 | 海のダイヤ 世界初クロマグロ完全養殖                   | クロマグロの養殖         | 近畿大学                                      |        |
| 177  | 09月06日 | 回避せよ 東京湾炎上                                   | 海上交通システム         | 沖電気                                        |        |
| 178  | 09月13日 | 北のワイン 故郷再生への大勝負                         | 十勝ワイン               | 北海道池田町 池田町ブドウ・ブドウ酒研究所     |        |
| 179  | 10月11日 | シリーズ黒四ダム(1) 秘境へのトンネル 地底の戦士たち   | 黒部ダム建設             | 熊谷組                                        | 前編   |
| 180  | 10月18日 | シリーズ黒四ダム(2) 絶壁に立つ 巨大ダム1千万人の激闘  | 黒部ダム建設             | ハザマ （現・安藤ハザマ）                     | 後編   |
| 181  | 11月01日 | 執念のICカード 16年目の逆転劇                         | Suica                    | 日本国有鉄道 東日本旅客鉄道                   |        |
| 182  | 11月08日 | 悲願の関越トンネル 一発発破に懸ける                   | 関越自動車道             | 熊谷組                                        |        |
| 183  | 11月15日 | 旭山動物園 ペンギン翔ぶ 〜閉園からの復活〜            | 旭山動物園の再興         | 旭川市旭山動物園                              |        |
| 184  | 11月29日 | 太陽に懸けろ 〜住宅エネルギー革命〜                   | 太陽光発電システム       | 京セラ                                        |        |
| 185  | 12月06日 | ベルサイユのばら 愛の逆転劇 〜宝塚復活〜              | 宝塚歌劇団の再興         | 宝塚歌劇団                                    |        |
| 186  | 12月13日 | 技術者魂 永遠に 〜新ロータリーエンジン 革命車に挑む〜 | RX-8                     | マツダ                                        |        |
| 187  | 12月28日 | 最終回スペシャル 地上の星たちへ                       | -                        | -                                             | [ 11 ] |

## 2024年
これより「新プロジェクトX」となる。回数の「EN」はアンコール放送、備考の「初」は初回放送・「追」は本編前後の追加映像で紹介された箇所、カッコ内はレポートを行った司会者。
| 回数 | 放送日   | サブタイトル                                                        | プロジェクト                                        | 企業・団体                                                                                          | 備考 |
| ---- | -------- | ------------------------------------------------------------------- | --------------------------------------------------- | --------------------------------------------------------------------------------------------------- | --- |
| -    | 03月28日 | 放送直前スペシャル                                                  | -                                                   | -                                                                                                   | |
| 1    | 04月06日 | 東京スカイツリー 天空の大工事 ～世界一の電波塔に挑む～              | 東京スカイツリー                                    | 大林組                                                                                              | [ 12 ] |
| 2    | 04月13日 | 弱小タッグが世界を変えた ～カメラ付き携帯 反骨の逆転劇～            | カメラ付き携帯電話開発                              | J-PHONE （現：SoftBank） シャープ                                                                   | |
| 3    | 04月20日 | 約束の春 ～三陸鉄道 復旧への苦闘～                                  | 三陸鉄道全線復旧                                    | 三陸鉄道                                                                                            | |
| EN   | 04月27日 | 厳冬 黒四ダムに挑む ～断崖絶壁の輸送作戦～                          | 黒部ダム                                            | 間組（現・安藤ハザマ）                                                                              | 初：2000年6月27日 追：黒部ダム駅トンネル・ ダム堤体東側、 大観峰雲上テラス、 黒部川第四発電所 地下発電設備（有馬） |
| 4    | 05月11日 | 世界最長 悲願の吊り橋に挑む ～明石海峡大橋 40年の闘い～             | 明石海峡大橋                                        | 本州四国連絡橋公団 （現：本州四国連絡高速道路） 神戸製鋼所                                          | |
| 5    | 05月18日 | 友とつないだ自動車革命 〜世界初! 5人乗り量産EV〜                    | リーフ                                              | 日産自動車                                                                                          | |
| 6    | 05月25日 | 隠岐 島に希望を取り戻せ ～破綻寸前からの総力戦～                    | 海士町の地域おこし                                  | 島根県隠岐郡海士町                                                                                  | |
| EN   | 06月01日 | 窓際族が世界規格を作った ～VHS・執念の逆転劇～                      | VHSビデオテープレコーダー                           | 日本ビクター （現・JVCケンウッド）                                                                  | 初：2000年4月4日 追：JVCケンウッド 横須賀事業所VHS記念館、 VHSホームビデオ撮影者家族、 VHSダビング業者（森）       |
| 7    | 06月08日 | 技術よ 小さき命を救え ～町工場 夢の心臓･血管パッチ開発～            | 心臓血管修復パッチ                                  | 福井経編興業 帝人                                                                                   | |
| 8    | 06月15日 | 世界最速へ 技術者たちの頭脳戦 ～スーパーコンピューター「京」～      | スーパーコンピューター・京                          | 理化学研究所計算科学研究センター 富士通                                                             | |
| 9    | 06月22日 | 夢は、交通事故ゼロ 〜自動ブレーキへの挑戦〜                         | EyeSight                                            | 富士重工業 （現：SUBARU）                                                                           | |
| EN   | 06月29日 | 命の離島へ・母たちの果てなき戦い                                    | 公衆衛生看護婦                                      | 沖縄県                                                                                              | 初：2005年5月24日 追：与那国町保健指導所、 女性保健師（有馬）                                                      |
| 10   | 07月06日 | トットちゃんの学校 ～戦時下に貫いた教育の夢～                       | トモエ学園での教育                                  | トモエ学園                                                                                          | |
| 11   | 07月13日 | 男子バスケ 世代を越えた逆転劇 〜オリンピック 48年の挑戦〜           | バスケットボール男子日本代表のパリ五輪出場          | バスケットボール男子日本代表                                                                        | |
| 12   | 07月20日 | なでしこの花咲く日まで 〜サッカー女子 不屈のバトンリレー〜          | サッカー女子日本代表W杯優勝                         | サッカー女子日本代表                                                                                | 仙台放送局制作 |
| 13   | 08月31日 | 祈りの塔 1300年の時をつなぐ ～国宝 薬師寺東塔 全解体修理～          | 薬師寺東塔の解体修理                                | 奈良県文化財保存事務所                                                                              | 大阪放送局制作 |
| 14   | 09月07日 | 日本発!革命アプリ世界へ ～巨大フリーマーケット誕生～                | フリマアプリ開発                                    | メルカリ                                                                                            | |
| 15   | 09月21日 | 小惑星探査機はやぶさ 奇跡の地球帰還                                 | 小惑星探査機はやぶさの帰還                          | 宇宙科学研究所 （現：宇宙航空研究開発機構） NEC東芝スペースシステム （現：NECスペーステクノロジー） | [ 13 ] |
| EN   | 09月28日 | 決断 命の一滴 〜白血病・日本初の骨髄バンク〜                        | 骨髄バンク                                          | 日本骨髄バンク                                                                                      | 初：2002年2月26日 追：浜松市骨髄ドナー登録会、 骨髄移植経験者（森）                                                |
| 16   | 10月05日 | プノンペンの奇跡 ～希望の水道 国境を越えた絆～                      | プノンペンでの水道施設整備                          | 北九州市上下水道局 プノンペン水道公社                                                               | 福岡放送局制作 |
| 17   | 10月12日 | 孤立集落へ 命の道をつなげ 〜東日本大震災 6日間の闘い〜              | 鵜住居町の道路啓開                                  | -                                                                                                   | |
| 18   | 10月19日 | 革命の自転車 つなげ、感動のバトン 〜世界初 電動アシスト自転車〜     | 電動アシスト自転車・PAS                             | ヤマハ発動機                                                                                        | |
| 19   | 10月26日 | オウムVS.科捜研 ～地下鉄サリン事件 世紀の逮捕劇～                   | 地下鉄サリン事件の捜査                              | 警視庁科学捜査研究所                                                                                | |
| 20   | 11月16日 | スケートボード 頂点へ ”日陰者”たちの逆転劇                          | スケートボードの普及                                | スケートボード日本代表                                                                              | |
| EN   | 11月23日 | 炎上 男たちは飛び込んだ ～ホテルニュージャパン・ 伝説の消防士たち～ | ホテルニュージャパン火災                            | 東京消防庁麹町消防署 永田町出張所特別救助隊                                                         | 初：2001年5月15日 追：東京ドームホテル 自衛消防隊訓練、 東京理科大学火災科学研究所 耐火木材性能実験（有馬）        |
| 21   | 11月30日 | 未完150年 悲願の海底トンネルに挑む ～トルコ 潮流との不屈の闘い～    | マルマライトンネル                                  | 大成建設                                                                                            | |
| 22   | 12月07日 | クルーズ船 集団感染 ～災害派遣医療チーム 葛藤の記録～               | ダイヤモンド・プリンセス 新型コロナウイルス集団感染 | 災害派遣医療チーム                                                                                  | シリーズ 「新型コロナウイルスとの闘い」 第1回                                                                      |
| 23   | 12月14日 | パンデミック 東京の危機 ～第1波 医療従事者の闘い～                  | 東京での新型コロナウイルス感染症の流行              | 聖路加国際病院 東京医科歯科大学病院 （現：東京科学大学病院）                                        | シリーズ 「新型コロナウイルスとの闘い」 第2回                                                                      |
| 24   | 12月21日 | 能登輪島 炊き出し10万食 ～地震と豪雨 地元を支えた食の力～           | 能登半島地震・能登半島豪雨での炊き出し              | -                                                                                                   | [ 17 ] |

## 2025年
| 回数 | 放送日   | サブタイトル                                                              | プロジェクト                                       | 企業・団体                                                  | 備考                                                                           |
| ---- | -------- | ------------------------------------------------------------------------- | -------------------------------------------------- | ----------------------------------------------------------- | ------------------------------------------------------------------------------ |
| 25   | 01月18日 | 緊急派遣5千人 日本メーカーの総力戦 ～タイ大洪水 国境を越えた復旧劇～      | タイ洪水で被災した工場の復旧                       | ラピスセミコンダクタほか                                    |                                                                                |
| EN   | 01月25日 | 革命トイレ、市場を制す                                                    | ウォシュレット                                     | 東陶機器 （現・TOTO）                                       | 初：2002年9月17日 追：THE TOKYO TOILET SHUTTLE TOUR、 トイレのニオイ研究（森） |
| 26   | 02月01日 | ゴジラ、アカデミー賞を喰う 〜VFXに人生をかけた精鋭たち〜                  | 映画『ゴジラ-1.0』                                 | 東宝 白組                                                   |                                                                                |
| 27   | 02月08日 | 白鷺城はよみがえった ～世界遺産・姫路城 平成の大修理～                    | 姫路城平成の大修理                                 | 鹿島建設ほか                                                |                                                                                |
| 28   | 02月15日 | 車いすラグビー 執念の金メダル 〜仲間を信じて ひとつに〜                   | 車いすラグビー日本代表のパリパラリンピック金メダル | 車いすラグビー日本代表                                      |                                                                                |
| 29   | 02月22日 | 人生は何度でもやり直せる ～ひきこもりゼロを実現した町～                   | 藤里町の引きこもり支援                             | 秋田県藤里町                                                |                                                                                |
| 30   | 03月08日 | カーリング 極寒の町に熱狂を ～じっちゃんが夢をくれた～                    | 常呂町でのカーリングの普及                         | 北海道常呂郡常呂町 （現∶北見市常呂町）                      | 北見・函館・札幌放送局制作                                                     |
| -    | 03月29日 | 放送100年スペシャル 未来を切り開く挑戦者たち                              |                                                    |                                                             | [ 12 ] [ 18 ]                                                                  |
| 31   | 04月05日 | 走れ 挑戦の魂 ～F1 30年ぶりの世界一～                                     | F1でのドライバーズタイトル獲得                     | 本田技研工業 レッドブル・レーシング                         | [ 19 ]                                                                         |
| 32   | 04月19日 | 情熱の連鎖が生んだ音楽革命 ～初音ミク 誕生秘話～                          | 初音ミク                                           | クリプトン・フューチャー・メディア ヤマハ                   | 静岡放送局制作                                                                 |
| 33   | 04月26日 | “復興のシンボル”パンダを守れ 神戸の動物園が起こした奇跡                   | ジャイアントパンダの飼育                           | 神戸市立王子動物園                                          | [ 20 ]                                                                         |
| 34   | 05月03日 | H3ロケット 宇宙への激闘 ～革命エンジンに挑んだ技術者たち～                | H3ロケット                                         | 宇宙航空研究開発機構 三菱重工業 IHI                         | [ 21 ]                                                                         |
| 35   | 05月10日 | 結束が温泉街を変えた ～黒川温泉 山間地に客を呼べ～                        | 黒川温泉                                           | 熊本県阿蘇郡南小国町                                        |                                                                                |
| 36   | 05月17日 | 島に誇りを ～アートでよみがえった瀬戸内海～                               | 瀬戸内国際芸術祭                                   | 香川県香川郡直島町 福武書店 （現∶ベネッセコーポレーション） | 岡山放送局制作                                                                 |
| 37   | 05月24日 | ヤミ金融を撲滅せよ ～大阪・雑草弁護士たちの戦い～                         | 八尾市ヤミ金心中事件                               | -                                                           |                                                                                |
| 38   | 05月31日 | 廃校寸前からの逆転劇 〜高校生と熱血先生の宇宙食開発〜                     | 宇宙食開発                                         | 福井県立小浜水産高等学校 （現∶福井県立若狭高等学校）        |                                                                                |
| 39   | 06月14日 | ドクターヘリ 赤ちゃんの砦を守れ 〜熊本地震 18時間の救出劇〜               | 熊本地震でのドクターヘリの活動                     | 鹿児島ドクターヘリ 鹿児島市立病院                           |                                                                                |
| 40   | 06月21日 | ゴジラと35人の海賊 ～アカデミー賞への道 特別編～                          | 映画『ゴジラ-1.0』                                 | 東宝 白組                                                   | [ 23 ]                                                                         |
| 41   | 06月28日 | ミスターラグビーがつないだ魂のパス ～ラグビーワールドカップ2019日本大会～ | ラグビーワールドカップ2019                         | ラグビー日本代表                                            |                                                                                |
| 42   | 07月05日 | 無罪へ 声なき声を聞け ～滋賀・看護助手 知られざる15年～                   | 湖東記念病院事件                                   | 井戸謙一 中日新聞社                                         |                                                                                |
| 43   | 07月26日 | アメリカに渡った漫画 ～『はだしのゲン』～                                 | はだしのゲンの翻訳                                 | プロジェクト・ゲン                                          |                                                                                |